# Камбоджийско-тайваньские отношения
Камбоджийско-тайваньские отношения — двусторонние дипломатические отношения между Камбоджей и Китайской Республикой (Тайвань). Дипломатических отношений между двумя странами нет, но в Камбодже в 1947—1958 годах и в 1990-е годы действовал офис Тайваня. В 1990-е годы Тайвань стал одним из крупнейших инвесторов в экономику Камбоджи.

## История
В период с 1947 года по 1958 год в Камбодже действовал офис Тайваня. В 1958 году власти Камбоджи закрыли офис Тайваня. В 1961 году Нородом Сианук потребовал исключить Тайвань из Совета безопасности ООН. При Лон Ноле Чан Кайши направил в Пномпень генерала Ван Шэня с целью установления сотрудничества. В Пномпене была создана тайваньская военная миссия. В 1972 году в Камбоджу стали прибывать тайваньские военные специалисты. Затем они были эвакуированы. При Пол Поте у Камбоджи никаких отношений с Тайванем не было. Народная республика Кампучия также не имела отношений с Тайванем. В сентябре 1994 года Камбоджа и Тайвань подписали меморандум о взаимопонимании. В марте 1995 года заместитель мэра Пномпеня Кхау Менг Хен посетил Тайбэй с официальным визитом. В Камбодже в 1995 году работал Коммерческий и культурный офис Тайваня В 1997 году в Камбодже были беспорядки, после чего Хун Сен обвинил Тайвань в поддержке своих противников и закрыл тайваньский офис в Пномпене При этом 19 января 1998 года Хун Сен дал интервью тайваньскому телеканалу По состоянию на 2019 год тайваньские бизнесмены оформляли документы на работу с Камбоджей через тайваньское представительство во Вьетнаме.

## Экономические отношения
Тайвань стал одним из крупнейших инвесторов в экономику Камбоджи. В период с 1991 года по 1995 год Тайвань инвестировал в Камбоджу 61 млн долларов В период с 1996 года по 2000 год Тайвань инвестировал в экономику Камбоджи 216 млн долларов. В период с 2013 года по 2019 год Тайвань инвестировал в экономику Камбоджи более 568 млн долларов.